# Phyllosticta cruenta

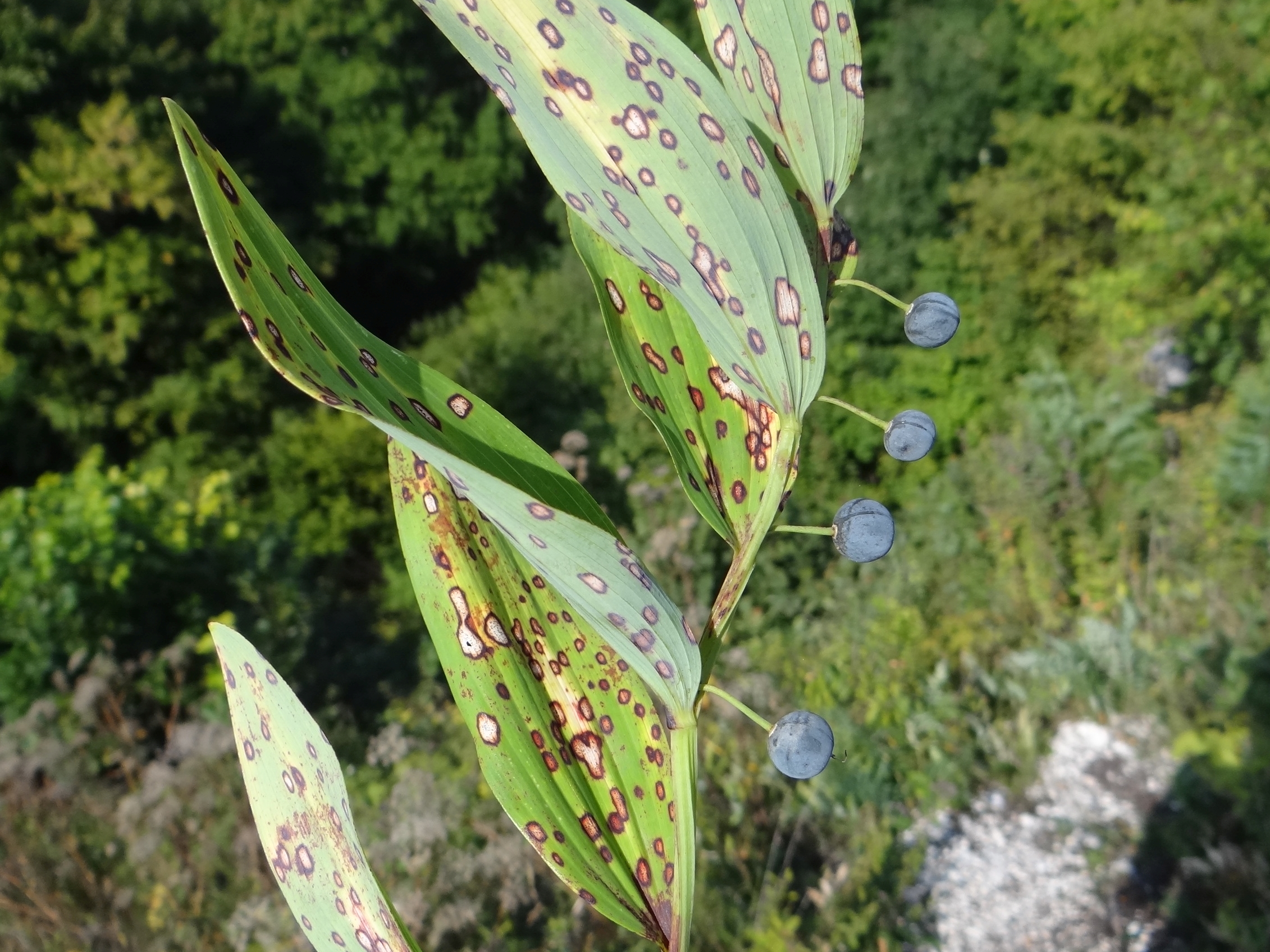
Kokoryczka wonna porażona przez Phyllosticta cruenta

Phyllosticta cruenta (Fr.) J. Kickx f. – gatunek grzybów z klasy Dothideomycetes. Grzyb mikroskopijny, pasożyt rozwijający się na roślinach z rodzaju kokoryczka (Polygonatum). Powoduje u nich plamistość liści.

## Systematyka i nazewnictwo
Pozycja w klasyfikacji według Index Fungorum: Phyllosticta, Phyllostictaceae, Botryosphaeriales, Incertae sedis, Dothideomycetes, Pezizomycotina, Ascomycota, Fungi.
Po raz pierwszy zdiagnozował go w 1823 r. Elias Fries nadając mu nazwę Sphaeria cruenta. Obecną, uznaną przez Index Fungorum nazwę nadał mu Jean Kickx w 1849 r.
Synonimy:

- Ascospora cruenta (Fr.) Lambotte 1880
- Depazea cruenta (Fr.) Desm. 1826
- Macrophoma cruenta (Fr.) Ferraris 1912
- Phyllosticta cruenta (Fr.) J. Kickx f. 1849) f. cruenta
- Phyllosticta cruenta f. polygonati-multiforme Thüm. 1878
- Phyllosticta cruenta (Fr.) J. Kickx f. 1849) var. cruenta
- Phyllosticta cruenta var. longispora Dearn. 1924
- Phyllosticta cruenta var. polygonati-multiflori Thüm. 1878
- Phyllostictina cruenta (Fr.) Petr. & Syd. 1927
- Sphaeria cruenta Fr. 1823
- Sphaeropsis cruenta (Fr.) J.C. Gilman & W.A. Archer 1929

W polskim piśmiennictwie mykologicznym uważany jest za synonim Phyllosticta convallariae Pers., według Index Fungorum jest odrębnym gatunkiem. Wymaga to dalszych badań, zwłaszcza sekwencjonowania genomu.

## Morfologia
Objawy na liściach
Na liściach porażonych roślin w miejscu rozwoju grzybni powstają okrągłe lub elipsoidalne plamy o średnicy 0,5–3 cm, początkowo czerwonawo-brązowe, potem jasnobrązowe, w końcu kremowe. Otoczone są ciemniejszym obrzeżem o barwie od purpurowobrąozwej do prawie czarnej.
Cechy mikroskopowe
W obrębie plam na obydwu stronach liści pod naskórkiem tworzą się kuliste, rzadziej nieco spłaszczone pyknidia o średnicy 80–200, najczęściej 120–160 μm. Posiadają okrągłe, płaskie i brodawkowate ujście o średnicy 12 –30 μm. Ściany zbudowane z 1–4 częściowo grubościennych, częściowo krótkościennych komórek o rozmiarach 7–20 μm, Komórki pyknidium są od zewnątrz brązowe, wokół ujścia ciemniejsze, w kierunku wnętrza pyknidium szkliste, przezroczyste (hialinowe) i izodiametryczne. Komórki konidiogenne cylindryczne lub stożkowe, o rozmiarach 7–12 × 2–4 μm. Konidia jednokomórkowe, elipsoidalne, jajowata, cylindryczne, o podstawie ściętej, zaokrąglonej, wierzchołku zaokrąglonym, czasami nieco ząbkowatym. Mają rozmiary 12–21 × 5–10, zazwyczaj 16–19 × 8–10 μm i otoczone są cienką warstwą śluzu. Posiadają liczne gutule, a czasami w środku jedną, jasną wakuolę o długości 4–17 μm, szerokości do 3 μm u podstawy, zwężającą się ku końcowi. Strzępki rostkowe czasami z 1–4 septami. Spermogonia obserwowano tylko w czystej kulturze. Są podobne do pyknidiów. We wczesnych stadiach konidia i spermacja powstają w tych samych pyknidiach. Komórki wytwarzające spermacja są długie, zwykle o długości 6–12 μm i szerokości 1–2 μm, w dojrzałych spermogoniach wyścielają ich wnętrze regularnie. Spermacja tworzą się w trwałych łańcuchach. Mają cylindryczny kształt, dwie gutule i rozmiary  4–9 (-15) × 1–2 μm.

## Występowanie
Monofag. Roślinami żywicielskimi Phyllosticta cruenta są: kokoryczka wielokwiatowa (Polygonatum multiflorum), Polygonatum latifolium, kokoryczka wonna (Polygonatum odoratum).